# Futbol'nyj Klub Uralec-TS Nižnij Tagil
L'Uralec-TS Nižnij Tagil, ufficialmente Futbol'nyj Klub Uralec-TS Nižnij Tagil (in russo Футбольный клуб Уралец-ТС Нижний Тагил?), è una società calcistica russa con sede a Nižnij Tagil. La sigla "TS" richiama le iniziali dell'azienda metallurgica Tagil'skaya stal (in russo Тагильская сталь?) che con la sua sponsorizzazione ha contribuito al ritorno del club nei professionisti avvenuto nel 2021.

## Storia

### Unione Sovietica
Fondata nel 1946 col nome di Dzeržinec , nello stesso anno partecipò alla Vtoraja Gruppa, seconda serie del Campionato sovietico di calcio; rimase in tale categoria fino al 1949 quando la riduzione delle squadre portò all'esclusione del club dai campionati nazionali. Tornò in seconda serie (nota allora come Klass B) nel 1958, col nuovo nome di Metallurg.
Nel 1960 vinse il proprio girone ed ebbe la possibilità di giocarsi la promozione in massima serie: finì però quarto nel girone finale russo. Nel 1962 cambiò nome in Uralec': rimase in Klass B fino al termine della stagione 1962, quando, con la riforma dei campionati sovietici, la stessa divenne terza serie e la squadra retrocesse. Nel 1964 vinse il proprio girone, ma no ottenne il ritorno in seconda serie, venendo eliminato già nel girone di semifinale.
Al termine della stessa stagione del 1969 la riforma dei campionati sovietici costrinse il club ad una nuova retrocessione, con la Klass B che divenne la quarta serie. Al termine della stagione seguente, però, la categoria fu accorpata alla terza serie, nota come Vtoraja Liga, e la squadra fu promossa. Nel 1975 ebbe l'opportunità di tornare in seconda serie, ma dopo aver vinto il proprio girone, finì sesta nei play-off, mancando la promozione.
Al termine del 1989, dopo 19 stagioni in Vtoraja Liga, il club retrocesse nella neonata Vtoraja Nizšaja Liga, la quarta serie.

### Russia
Con la fine dell'Unione Sovietica e la nascita del campionato russo di calcio fu collocato in Pervaja Liga, la seconda serie; vi rimase solo due stagioni, visto che la riforma dei campionati della fine del 1993 costarono alla squadra la retrocessione in Vtoraja Liga. Due anni più tardi il club fu retrocesso in Tret'ja Liga: vi rimase fino al 1997 quando la serie fu chiusa e il club ricollocato in Vtoroj divizion.
Rimase in terza serie fino al 2006: nel corso di tale stagione dopo aver disputato otto giornate la squadra si ritirò dal campionato.
Rinato nel 2011 come Uralec-NT, per nove stagioni ha giocato sempre nel massimo campionato dilettanti russo; rimasto inattivo nel 2020, dal 2021 ripartì dallo stesso campionato come Uralec-TS, riuscendo nel 2022 a vincere il girone Urali-Siberia, tornando tra i professionisti e disputando la Vtoraja liga Rossii Divisione B, quarto livello del campionato russo.

## Palmarès

### Competizioni nazionali
- Pervaja Liga: 1

1960 (Girone 4 russo)
- Vtoraja Liga: 1

Klass B (Girone 4), 1974 (Girone 4)

## Statistiche e record

### Partecipazione ai campionati

#### Unione Sovietica
| Livello | Categoria            | Partecipazioni | Debutto | Ultima stagione | Totale |
| ------- | -------------------- | -------------- | ------- | --------------- | ------ |
| 2º      | Vtoraja Gruppa       | 3              | 1947    | 1949            | 8      |
| 2º      | Klass B              | 5              | 1958    | 1962            | 8      |
| 3º      | Klass B              | 7              | 1963    | 1969            | 26     |
| 3º      | Vtoraja Liga         | 19             | 1971    | 1989            | 26     |
| 4º      | Klass B              | 1              | 1970    | 1970            | 3      |
| 4º      | Vtoraja Nizšaja Liga | 2              | 1990    | 1991            | 3      |

#### Russia
| Livello | Categoria       | Partecipazioni | Debutto | Ultima stagione | Totale |
| ------- | --------------- | -------------- | ------- | --------------- | ------ |
| 2º      | Pervaja Liga    | 2              | 1992    | 1993            | 2      |
| 3º      | Vtoraja liga    | 2              | 1994    | 1995            | 11     |
| 3º      | Vtoroj divizion | 9              | 1998    | 2006            | 11     |
| 4º      | Tret'ja Liga    | 2              | 1996    | 1997            | 2      |